# Вінні-Пух (книга)
«Вінні-Пух» (англ. Winnie-the-Pooh) — дитяча повість Алана Мілна, вперше опублікована в 1926 році. Ілюстратором першого видання виступив відомий художник Ернест Шепард. Перша з двох повістей про пригоди Вінні-Пуха та його друзів (друга — «Дім на Пуховому узліссі», вийшла 1928 року). За книгою було знято кілька художніх фільмів, повнометражних мультфільмів, мультсеріалів, зроблено низку відеоігор.

## Передісторія та публікація

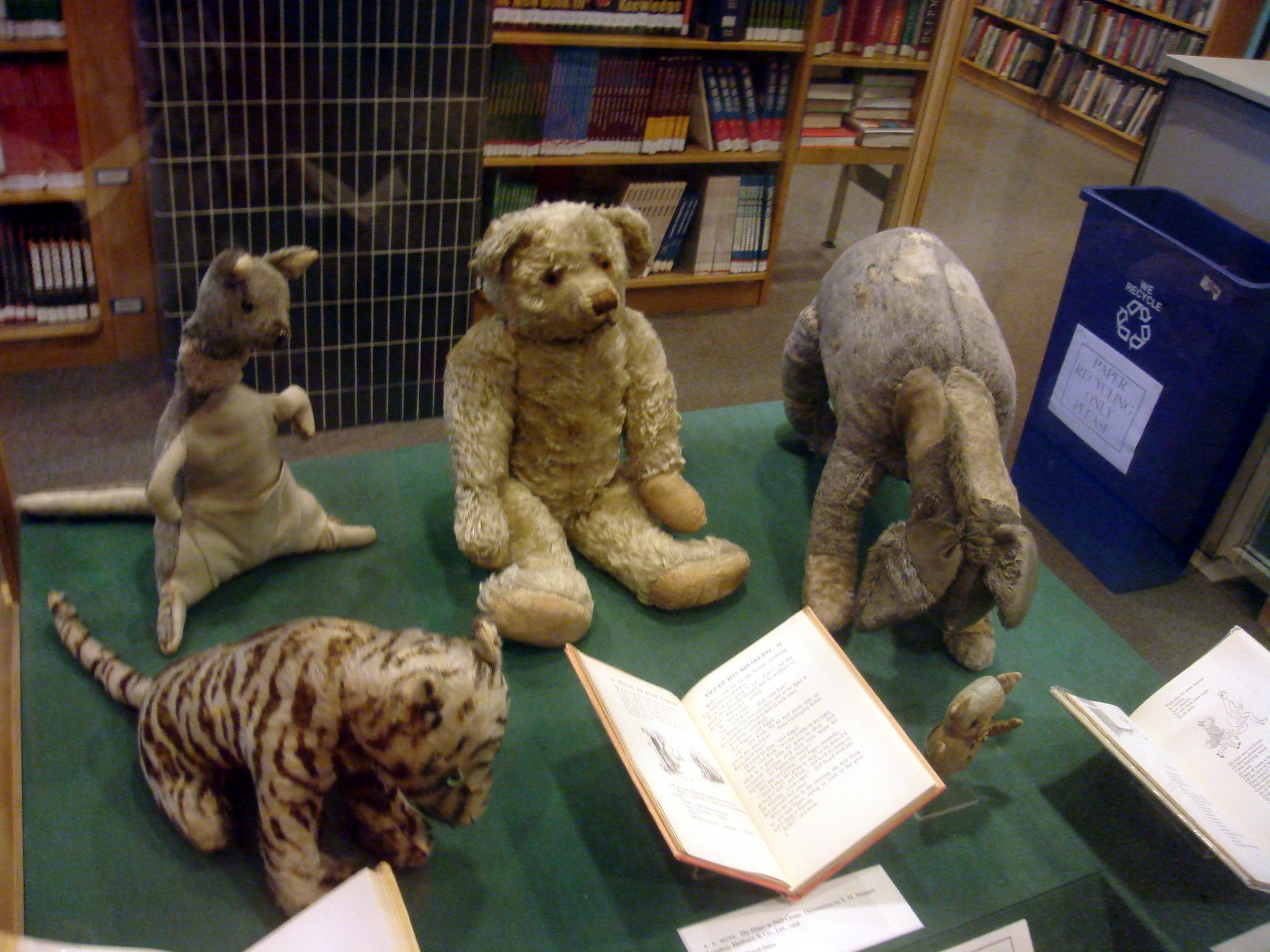
Головні герої «Вінні-Пуха» — справжні іграшки Крістофера Робіна.

У 1924 році світ побачив збірку віршів "Коли ми були зовсім маленькі (автор — Алан Мілн, ілюстрації — Ернест Шепард). Головним героєм кількох віршів був плюшевий ведмедик, створений за образом іграшки сина Шепарда. Після цього художник порадив Мілну написати про іграшки його сина Крістофера Робіна Мілна, так незабаром з'явився Вінні-Пух. Книга побачила світ 14 жовтня 1926 року.

## Зміст

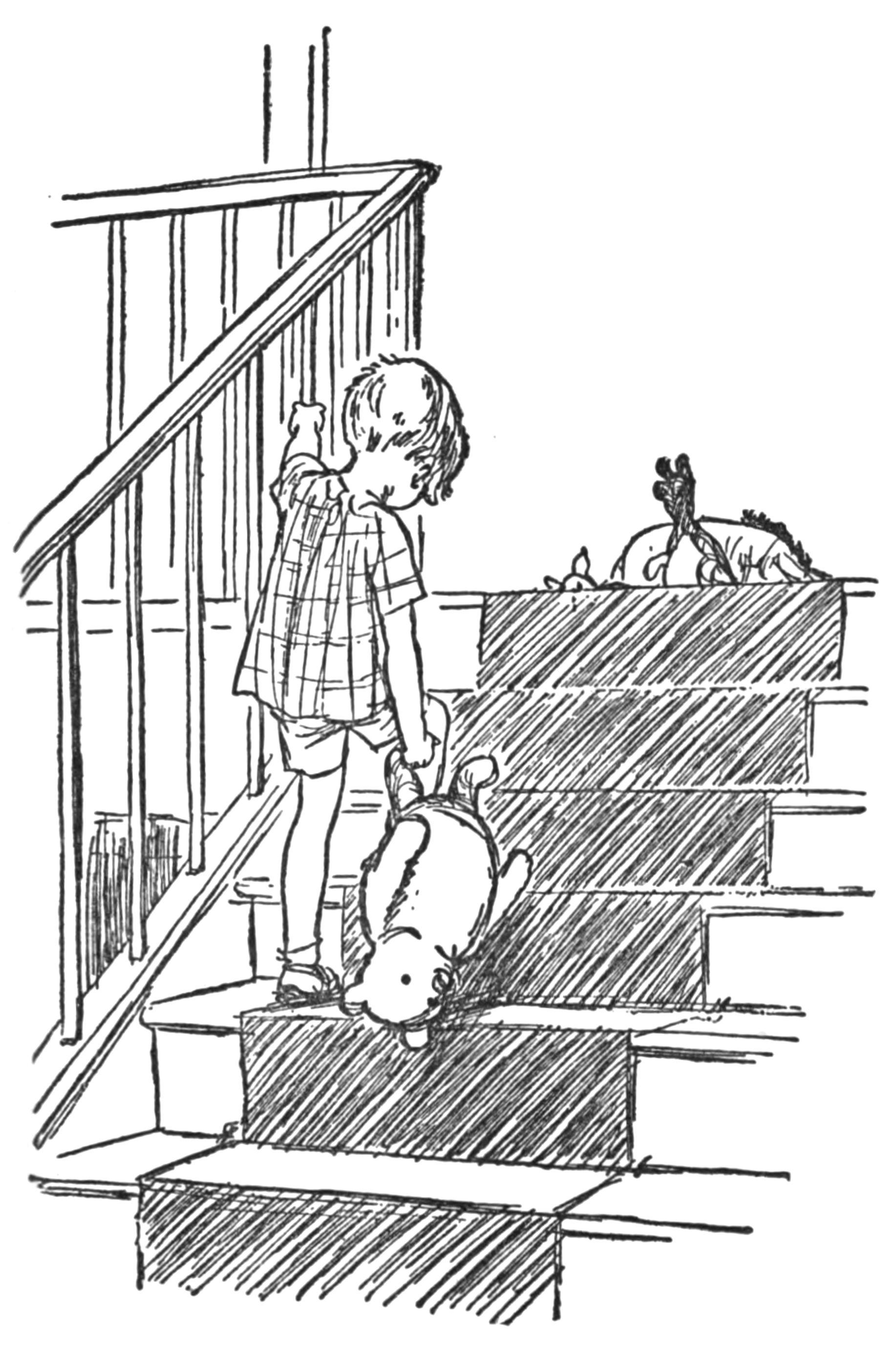
Ілюстрація Ернеста Шепарда до першого розділу першого видання «Вінні-Пуха» (1926).

Деякі розділи книги не є абсолютно оригінальними творами, а перероблені Мілном зі своїх ранніх оповідань, свого часу опублікованих в журналах Punch, St. Nicholas , Vanity Fair та інших. Наприклад, перший розділ — це перероблення оповідання «Неправильні бджоли», опублікованого ним у газеті London Evening News у грудні 1925 року. Деякі дослідники звинувачують Мілна (це стосується цього найпершого розділу) в плагіаті: Росс Кілпатрік у своїй роботі 1998 року заявив, що сюжет цього розділу дуже схожий на сюжет оповідання «Бджолине дерево Плюшевого ведмежа» (збірка «Малюки в лісі»), написаного канадським письменником Чарльзом Джорджем Дугласом Робертсом в 1912 році.
Розділи книги можна читати окремо: «Вінні-Пух», можна сказати, є не повістю, а збіркою оповідань. Виняток — взаємопов'язані глави 9 та 10.
В оригіналі книга складається з десяти розділів, у перекладі Леоніда Солонька їх кількість збільшилася до двадцяти (він також переклав «Дім на Пуховому узліссі» та помістив обидві книги під однією обкладинкою).
Назва кожної глави коротко свідчить про що у ній йтиметься.
1. Пригода перша, у якій ми знайомимося з Вінні-Пухом та не тими бджолами[2]
In Which We Are Introduced to Winnie the Pooh and Some Bees and the Stories Begin
2. Пригода друга, у якій Вінні-Пух пішов у гості, а потрапив у безвихідь
In Which Pooh Goes Visiting and Gets into a Tight Place
3. Пригода третя, у якій Пух та Паць пішли на лови і ледь-ледь не зловили Бабая
In Which Pooh and Piglet Go Hunting and Nearly Catch a Woozle
4. Пригода четверта, у якій Іа-Іа губить хвіст, а Пух його знаходить
In Which Eeyore Loses a Tail and Pooh Finds One
5. Пригода п'ята, у якій Паць зустрічається зі Слонопотамом
In Which Piglet Meets a Heffalump
6. Пригода шоста, у якій Іа-Іа на день свого народження одержує два подарунки
In Which Eeyore has a Birthday and Gets Two Presents
7. Пригода сьома, у якій Кенга та Крихітка Ру з'являються в лісі, а Пацеві нежданно-негадано намилюють шию
In Which Kanga and Baby Roo Come to the Forest and Piglet has a Bath
8. Пригода восьма, у якій Крістофер Робін веде «ех-спотикацію» до Північного Полюсу
In Which Christopher Robin Leads an Expotition to the North Pole
9. Пригода дев'ята, у якій Паць із усіх усюд оточений водою
In Which Piglet is Entirely Surrounded by Water
10. Пригода десята, у якій Крістофер Робін влаштовує свято на честь Вінні-Пуха Пригода одинадцята, у якій на Пуховій Галявці ставлять хатку Пригода дванадцята, у якій до Лісу приходить Тигра і снідає Пригода тринадцята, у якій всі йдуть на розшуки і Паць знову зустрічає Слонопотама Пригода чотирнадцята, у якій з'ясовується, що Тигри не лазять по деревах Пригода п'ятнадцята, у якій Кролик має клопітний день і ми дізнаємося, що Крістофер Робін робить уранці Пригода шістнадцята, у якій Вінні-Пух вигадує нову гру і до неї прилучається Іа-Іа Пригода сімнадцята, у якій приструнчують Тигру Пригода вісімнадцята, у якій Паць стає героєм
In Which Christopher Robin Gives Pooh a Party and We Say Goodbye
11. Пригода дев'ятнадцята, у якій Іа-Іа знаходить совушник і Сова переїздить на нову квартиру Пригода двадцята, й остання, в якій ми залишаємо Крістофера Робіна та Вінні-Пуха в Зачарованому Місці In Which Christopher Robin Gives Pooh a Party and We Say Goodbye

## Прийом та критика
Вінні-Пух побачив світ 14 жовтня 1926 року. У Великій Британії її видало Methuen Publishing, у США — E. P. Dutton. Перша сотня книг як першого так і другого видавництва були особисто підписані Аланом. Книга була добре прийнята читачами і мала значний комерційний успіх, що розійшлися накладом в 150 000 примірників за два з половиною місяці (до кінця 1926 року). У майбутньому «Вінні-Пух» став найвідомішою книгою Мілна. До «Вінні-Пуху» він уже був досить відомим драматургом, проте успіх цієї книги набув таких широких масштабів, що інші твори Мілна зараз практично невідомі.
- Джон Роу Таунсенд[en]: «„Вінні-Пух“ та „Будинок на Пуховому узліссі“ — це вражаючий британський успіх 1920-х років».
- The Elementary English Review: «Книга містить чудове безглуздя і неймовірно забавні ілюстрації».
- У 2003 році «Вінні-Пух» посів сьому рядок у списку «200 найкращих романів за версією Бі-бі-сі».
- У 2012 році «Вінні-Пух» посів 26-й рядок у списку «100 найкращих дитячих повістей» за версією School Library Journal.

## Аналіз
Критичні оцінки книги сходяться на тому, що вона є «сільською Аркадією», відокремленою від реальних проблем і позбавленою цілеспрямованого підтексту.
Деякі фахівці відзначають відсутність позитивних жіночих персонажів: єдиний жіночий персонаж книги Кенга зображений як «погана мати».
У 1963 році есеїст і літературний критик Фредерик Крюс опублікував книгу «Загадка Пуха» — сатиру на літературну критику, що містить есе фальшивих авторів про Вінні-Пуха. Твір представлений як спроба розібратися в «одній з найбільших книг, будь-коли написаних», про значення якої «ніхто не може повністю погодитися». «Пухова плутанина» справила стримуючий вплив на будь-який змістовний аналіз «Вінні-Пуха», особливо протягом перших десяти років після публікації.
Хоча «Вінні-Пух» було опубліковано невдовзі після закінчення першої світової війни, дія книги відбувається в ізольованому світі, вільному від серйозних проблем, який вчена Пола Т. Конноллі описує як «значною мірою едемську», а пізніше як Аркадію, що різко контрастує зі світом, в якому була створена книга. Вона описує книгу як ностальгію за «сільським і невинним світом». Вінні-Пух побачив світ ближче до кінця епохи, коли написання фантастичних творів для дітей було дуже популярним, іноді званої Золотим віком дитячої літератури.
У своєму есе 1990 року письменниця-академік Елісон Лурі стверджує, що популярність «Вінні-Пуха», незважаючи на простоту, зумовлена його «універсальною привабливістю» для людей, які опинилися в «несприятливому соціальному становищі», і наводить дітей як один з очевидних прикладів цього. Вона стверджує, що влада та мудрий статус, які набуває Крістофер Робін, також подобаються дітям. Лурі проводить паралель між обстановкою, яка здається маленькою та позбавленою агресії, з більшістю заходів, пов'язаних з дослідженнями, та дитинством Мілна, яке він провів у маленькій заміській одностатевій школі. Крім того, сільський пейзаж без машин та доріг схожий на його дитяче життя в Ессексі та Кенті наприкінці XIX століття. Вона стверджує, що персонажі мають величезну привабливість, тому що вони взяті зі свого життя Мілна і містять спільні почуття і характери, що зустрічаються в дитинстві, такі як похмурість (Іа-Іа) та сором'язливість (П'ятачок).
Керол Стренджер провела «феміністський» аналіз книги. Головна її претензія до твору полягає в тому, що Кенга, єдиний жіночий персонаж і мати Крихітки Ру, постійно зображується як погана мати, посилаючись на уривок, в якому Кенга помилково приймає Пацю за Крихітку Ру та погрожує покласти мило йому в рот, якщо він буде пручатися прийняттю холодної ванни. Це, за її словами, змушує читачок або ототожнювати себе з Кенгою і «викликати залежність, біль, вразливість і розчарування», які багато дітей відчувають до своїх батьків (вихователів), або ототожнювати себе з персонажами чоловічої статі та вважають Кенгу жорстокою. Вона також зазначає, що мати Крістофера Робіна згадується лише у посвяті.

## Переклади
«Вінні-Пух» перекладено сімдесят двома мовами, включаючи такі як африкаанс, чеська, фінська та їдиш. Латинський переклад 1958 року Winnie ille Pu став першою книгою іноземною (не англійською) мовою, що потрапила до Списку бестселерів за версією The New York Times (1960). У 1972 році Вінні-Пух був перекладений на есперанто під назвою Winnie-La-Pu.
Книга двічі перекладалася польською мовою, обидва переклади помітно відрізняються одна від одної. Ірена Тувим представила переклад у 1938 році під назвою Kubuś Puchatek. У цій версії перевага надавалася польській мові та культурі, а не прямому перекладу, і він був добре прийнятий читачами. Другий переклад зробила Моніка Адамчик-Гарбовська у 1986 році під назвою Fredzia Phi-Phi. Він був набагато ближчим до оригіналу, але читачі та літературознавці (у тому числі Роберт Стіллер та Станіслав Лем) поставилися до цього перекладу вкрай скептично. Зокрема, побачивши нове ім'я головного персонажа, Fredzia Phi-Phi, читачі припустили, що Адамчик-Гарбовська змінила стать Пуха, використовуючи жіноче ім'я ; також їм не сподобалися «складні» нові імена персонажів.
В українському перекладі, зробленому в 2001 році Леонідом Солоньком за редакцією Івана Малковича, книга отримала назву «Вінні-Пух та його друзі», кількість розділів збільшилася з десяти до двдацяти.
«Вінні-Пух» — це початкова книга в додатку Apple Books.

## Спадщина
- У Варшаві існує Вулиця Вінні-Пуха.
- У 2018 році п'ять оригінальних ілюстрацій з книги були продані за 917 500 фунтів стерлінгів, включаючи карту Зачарованого лісу[en], яка була продана за 430 000 фунтів стерлінгів і встановила рекорд найдорожчої книжкової ілюстрації

Сиквели
Мілн і Шепард після «Вінні-Пуха» продовжили співпрацю: вони створили книги «Нам вже шість» (1927) та « Дім на Пуховому пагорбі » (1928). Перша була збіркою поезій про Вінні-Пуха; друга — повість у прозі, пряме продовження пригод Пуха та його друзів (у ній з'явився новий персонаж — Тигра). Більше Мілн ніколи не написав жодної книги про Вінні-Пуха.
У 2009 році побачило світ перше після смерті Мілна офіційне продовження пригод Пуха — «Повернення до Зачарованого лісу» авторства Девіда Бенедиктуса. Потрібно було близько десяти років, щоб узгодити вихід цієї книги зі спадкоємцями Мілна, правовласниками його творів. У 2016 році вийшло наступне офіційне продовження — «Вінні-Пух: Найкраще ведмежа у світі». Це була збірка з чотирьох оповідань, написаних чотирма різними авторами, дія їх відбувається в чотири різні пори року.
Перехід у суспільні надбання
У Канаді «Вінні-Пух» перейшов у суспільне надбання в 2007 році. У США книга перейшла в суспільне надбання 1 січня 2022 року. Відповідно до законів Великої Британії, твір «Вінні-Пух» перейде у суспільні надбання 1 січня 2027 року, а його оригінальні ілюстрації — 1 січня 2047 року.